# Tara
 Ovo je glavno značenje pojma Tara. Za druga značenja pogledajte Tara (razdvojba).
Tara nastaje od rječica Opasanice i Veruše ispod planine Komovi, na sjeveru Crne Gore. Dugačka je 140,5 km, s prosječnim padom 4,5 m/km i površinom sljeva 1853 km². Posljednjih 40 km toka i klanca (kanjona) Tare je u Bosni i Hercegovini, dok na nekoliko mjesta rijeka čini granicu između dviju država. U Šćepan Polju, zajedno s Pivom tvori rijeku Drinu. Najatraktivniji dio za splavarenje je posljednjih 25 km toka.
Veći dio rijeke (uključujući njen klanac) pod UNESCO-ovom je zaštitom kao dio Nacionalnog parka Durmitor.
Ova je rijeka povoljna i za ribolov (posebno kod Kolašina). U cijelom se toku voda iz rijeke može slobodno piti.

## Kanjon Tare
Erozija je stvorila kanjon dug 82 km i dubok 1333 metra, što ga čini najdubljim u Europi, a drugim u svijetu, odmah nakon Grand Canyona na rijeci Coloradu.

## Vanjske poveznice
|  | Zajednički poslužitelj ima još gradiva o temi Tara |